# Cesare Baldini
Cesare Baldini (Faenza, 1º novembre 1935 – Teano, 9 aprile 2003) è stato un karateka e arbitro di karate italiano.

## Biografia
Dipendente della ENICHEM, per motivi di lavoro si trasferisce a Portici,  comune della città metropolitana di Napoli e qui, nel 1967, si avvicina alle arti marziali frequentando il Sankaku Club Napoli, palestra guidata dal Maestro Beppe Panada (Velista, avventuriero, ricordato per aver diffuso lo sport del karate e del judo sul territorio nazionale, soprattutto in Campania, collaborando alla stesura della prima Enciclopedia italiana sul karate, fondando il Sankaku Club Napoli ed il Sankaku Club Salerno lasciando poi la direzione tecnica ad A. Riccardi e la presidenza a F. de Felice).
Vince il primo campionato regionale di kumite in Campania nel 1970, ma passa ben presto all'insegnamento del karate.
Accanto a quest'ultima intraprende la strada dell'arbitraggio, scalando rapidamente i vari livelli e così, nel 1982, primo in Italia e tredicesimo nel mondo, diviene arbitro mondiale di kumite e kata, guadagnando questa qualifica a Taipei.
Nel 1986 diviene presidente regionale della Federazione Italiana Lotta Pesi Judo per il settore karate (poi FILPJK e oggi suddivisa in FIJLKAM e FIPCF), e nel 1996 è eletto coordinatore regionale FILPJK per i quattro settori: lotta, pesi, judo e karate.
Nel 1991 gli viene conferita la Stella al merito sportivo di bronzo dal CONI, e di argento nel 1995. Nel 1999 riceve dalla FILPJK il massimo riconoscimento federale: la Medaglia d'Onore al Merito Sportivo e la qualifica di Maestro Benemerito.
Nel 2001 gli viene conferito il 7º dan di Karate.
Muore a Teano il 9 aprile 2003 dove da tempo si era trasferito.
Dal 2004 viene organizzato il "Memorial Cesare Baldini" che raduna i migliori atleti e dirigenti del panorama nazionale e internazionale. Nel 2017 la gara è stata inserita all'interno dell'Open Campania Internazionale di karate, organizzata dalla struttura periferica della FIJLKAM,con il patrocinio delle amministrazioni regionali e provinciali.

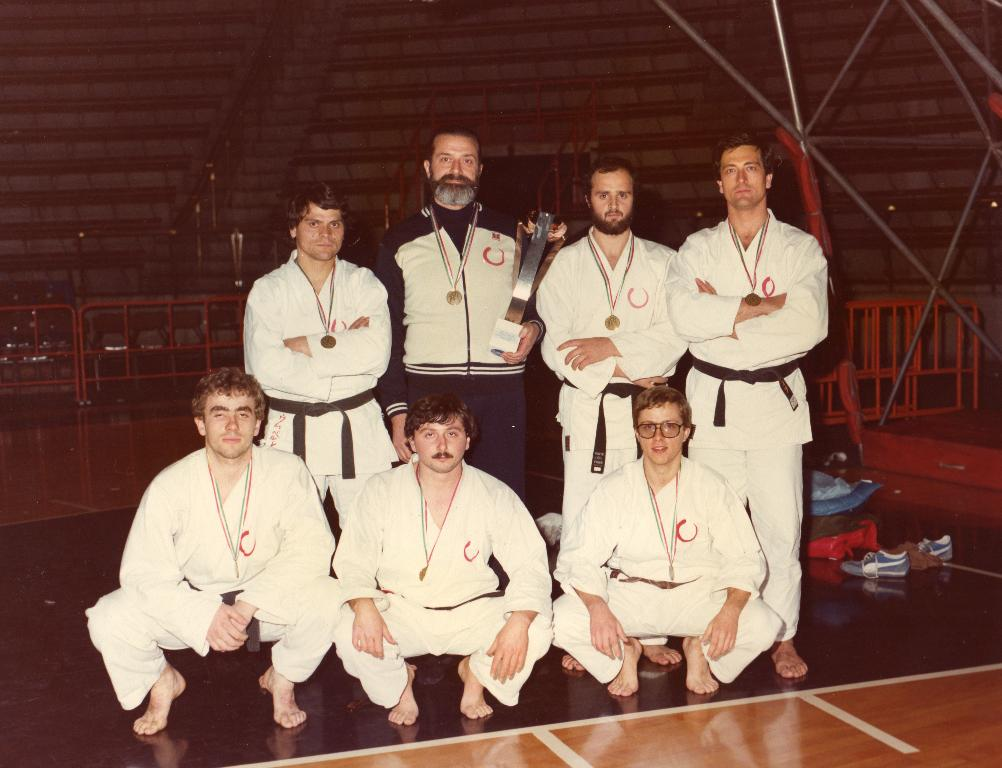
Il maestro Baldini con la squadra del Musokan Portici, Campionato Serie A, 1980, III posto

## Musokan Portici
Nel 1971, insieme al maestro Domenico Pizzano, fonda la palestra Musokan Portici, con prima sede in via Diaz, palestra che diventerà ben presto un centro di diffusione del Karate in Campania.
Fra i risultati agonistici più significativi della palestra si ricordano: prima classificata nel campionato di serie B, anno 1979 (maschile) e anno 1988 (femminile), vincitrice del Trofeo Italia nel 1980. Oltre a innumerevoli titoli regionali, Il Musokan Portici vanta, fra individuali e a squadra, 14 ori italiani, un argento europeo, un argento mondiale.

## Riconoscimenti

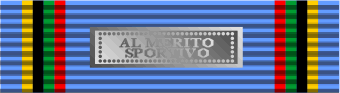
Stella d'argento al Merito Sportivo

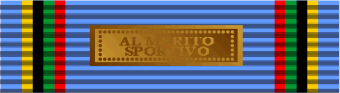
Stella di bronzo al Merito Sportivo